# 6883 Хіутіґатаке
6883 Хіутіґатаке (6883 Hiuchigatake) — астероїд головного поясу, відкритий 10 січня 1996 року.
Тіссеранів параметр щодо Юпітера — 3,187.